# Папа Евгеније I
Папа Еугеније I (лат. Eugenius; 2. јун 657.) је био 75. папа од 10. августа 654. до 2. јуна 657.